# 800-talet f.Kr. (decennium)

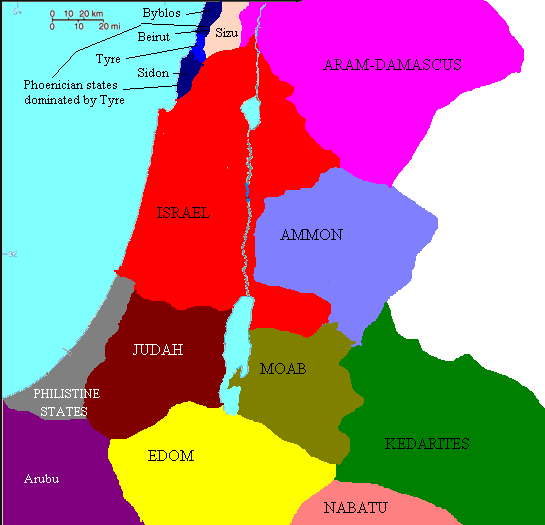
Levanten 800 f.Kr.

## Händelser
- 804 f.Kr. – Hadad-nirari IV av Assyrien erövrar Damaskus.
- 800 f.Kr. – I Indien avlöses den vediska tiden av den vedantiska tiden (omkring detta år).
- Den etruskiska civilisationen uppstår.
- Olmekerna bygger pyramider.

## Födda
- 808 f.Kr. – Karanos av Makedonien, kung av Makedonien.

## Avlidna
- 804 f.Kr. – Pedubastis I, egyptisk farao.